# Brouwerij Jack-Op

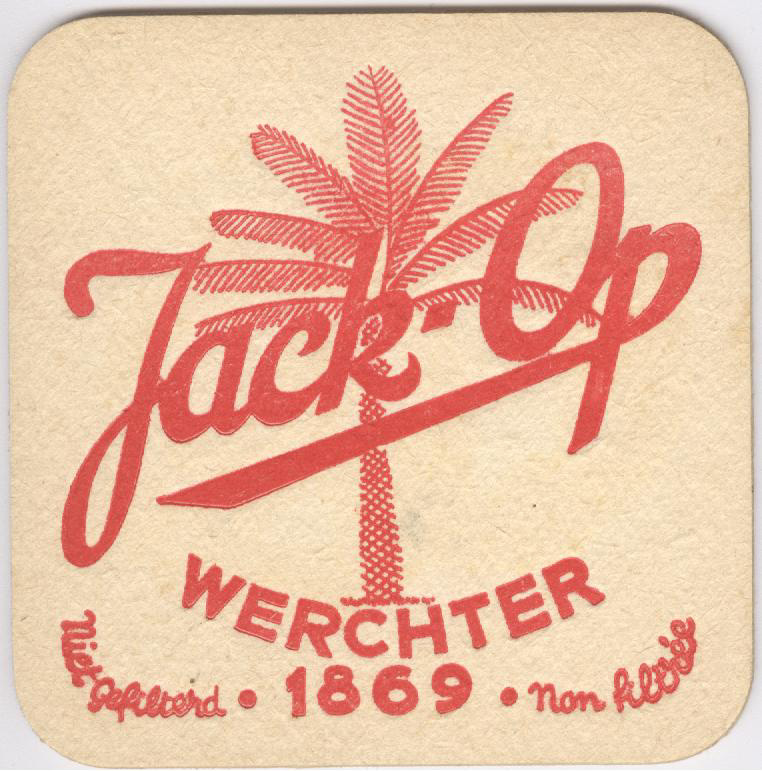
Bierviltje Jack-Op, met palmboom.

Brouwerij Jack-Op of Brouwerij De Palmboom is een gewezen bierbrouwerij in het  Belgische Werchter (Rotselaar), gelegen aan de Dijle.
De brouwerij werd opgericht door de familie Van Roost in 1869. Men bleef er actief tot 1967, toen ze werd overgenomen door Brouwerij Artois, die in 1988 zelf opging in Interbrew. Ze was vooral bekend om haar op lambiek gebaseerd bier dat verkocht werd onder de naam Jack-Op. Na de sluiting werd dit bier verder geproduceerd door Interbrew, tot 2008.
In 2010 gaf AB Inbev terug de toelating tot het brouwen van het bier. De beoogde productie van 200 hl zal worden gerealiseerd in de Brouwerij Boon. Jack-Op was vooral populair in de regio van Rotselaar en bij de Leuvense studenten. 

## Nieuwe bestemming
De oude smidse van de brouwerijgebouwen werd gerestaureerd en kreeg een nieuwe bestemming als Cultuurhuis Jack-Op - Werchter. Het gemeenschapscentrum wordt gebruikt voor organisaties in de culturele sector o.a. voor concerten, boekenbeurzen, lezingen, toneelvoorstellingen en tentoonstellingen.